# Джеред Теллент
Джеред Теллент  (англ. Jared Tallent, 17 жовтня 1984) — австралійський легкоатлет, олімпійський чемпіон.

## Виступи на Олімпіадах
| Олімпіада   | Дисципліна      | Місце |
| ----------- | --------------- | ----- |
| Пекін 2008  | ходьба на 20 км | 3     |
| Пекін 2008  | ходьба на 50 км | 2     |
| Лондон 2012 | ходьба на 20 км | 7     |
| Лондон 2012 | ходьба на 50 км | 1     |